# یواس‌اس امریکا (ال‌اچ‌ای-۶)
یواس‌اس آمریکا (ال‌اچ‌ای-۶) (به انگلیسی: USS America (LHA-6)) یک کشتی است که طول آن 844 feet (257.3 meters) می‌باشد.